# Cladòcers
Els cladòcers (Cladocera) són un subordre de crustacis branquiòpodes de l'ordre Diplostraca. Són, de molt, el més nombrós dels subgrups dels branquiòpodes. Són de mida petita i viuen fonamentalment en aigües dolces exceptuant alguns gèneres marins. El cladòcer més conegut és el gènere Daphnia, i els seus individus se'ls anomena popularment puces d'aigua ja que es mouen a l'aigua donants salts. També es fan servir en investigació, com per exemple, per a provar la toxicitat de determinats productes químics o per a conèixer el grau de contaminació de les aigües on viuen.

## Morfologia i anatomia
Són pràcticament transparents. Són de mida petita, entre 0,2 i 4 mm, si exceptuem el gènere Leptodora que pot arribar als 18 mm. Estan protegits per una closca bivalva similar al dels concostracis, que s'obre per permetre mobilitat a l'animal. La closca cobreix la major part del cos exceptuant els apèndixs. En algunes famílies, la closca només cobreix l'efipi o bossa on queda protegida la posta d'ous.
La major part de les espècies també tenen una cua, o projecció espinosa de la closca. Només uns quants grups tenen "cues veritables" que se segmenten i són una projecció del cos.
El cap està separat típicament del cos per una osca profunda, però en alguns casos pot no estar separat. Gairebé totes les espècies tenen un gran ull compost que és el resultat de la fusió dos ulls i un ocel·le. Les mandíbules són fortes i, en canvi, les maxil·les i les maxíl·lules són molt petites.
Tenen dos parells d'antenes: les antènules, més petites, que contenen òrgans sensorials olfactoris, i les segones, les antenes més grans, que s'utilitzen per a menjar i per a la natació.
Tenen un sol ull que correspon a dos ulls fusionats. Tenen dues antenes formades per dues branques, cada una amb abundants pèls plomosos que són usats per l'animal per desplaçar-se. A diferència dels altres branquiòpodes, els cladòcers tenen un reduït nombre de potes que en molts casos no supera els quatre parells i en els que més, arriba a sis apèndixs.

## Ecologia
És fàcil trobar-les en basses, estanys i llacs i moltes vegades s'aclimaten al mar. Són animals increïblement prolífics, i gràcies a la partenogènesi, és possible que la progènie d'una sola femella pugui arribar a la respectable xifra de 10.000 milions de cries en un període de 60 dies, si les condicions són favorables. Així mateix són aliment per a multitud de predadors com peixos i altres animals aquàtics. Com tots els altres grups de branquiòpodes els ous, en períodes de sequera o temperatures frígides, poden sobreviure bastant temps en estat latent.
Algunes de les espècies de cladòcers són les que formen el plàncton dels llacs, i tenen adaptacions que els permeten flotar fàcilment. Milions d'exemplars formen el que es coneix com a mantells lacustres de plàncton. Aquests individus tenen closques molt reduïdes i apèndixs llargs per augmentar l'àrea de sustentació.

## Sistemàtica
L'ordre Cladocera (Latreille, 1829) és un grup monofilètic i es divideix actualment en 4 subordres, 11 famílies, 80 gèneres, i unes 400 espècies.

### Subordre Anomopoda
| - Família Daphniidae Straus, 1820 - Ceriodaphnia Dana, 1853 - Daphnia Müller 1785 - Daphniopsis Sars, 1903 - Megafenestra Dumont & Pensaert, 1983 - Simocephalus Schödler, 1858 - Scapholeberis Schödler, 1858 - Família Moinidae Goulden, 1968 - Moina Baird, 1850 - Moinodaphnia Herrick, 1887 - Família Bosminidae Baird, 1846 - Bosmina Baird, 1846 - Bosminopsis Richard, 1895 - Família Macrothricidae Norman & Brady, 1867 - Acantholeberis Lilljeborg, 1846 - Bunops Birge, 1893 - Drepanothrix Sars, 1862 - Grimaldina Richard, 1892 - Guernella Richard, 1892 - Iheringula Sars, 1900 - Ilyocryptus Sars, 1862 - Lathonura Lilljeborg, 1853 - Macrothrix Baird, 1843 - Ophryoxus Sars, 1862 - Parophryoxus Doolittle, 1909 - Pseudomoina Sars, 1912 - Streblocerus Sars, 1862 - Wlassicsia Daday, 1904 | - Família Neothricidae Dumont & Silva-Briano, 1998 - Neothrix Gurney, 1927 - Família Chydoridae Stebbing, 1902 - Acroperus Baird, 1843 - Alona Baird, 1843 - Alonella Sars, 1862 - Alonopsis Sars, 1862 - Anchistropus Sars, 1862 - Archepleuroxus Smirnov & Timms, 1983 - Armatalona Sinev, 2004 - Australochydorus Smirnov & Timms, 1983 - Australospilus Smirnov, 2001 - Bryospilus - Camptocercus Baird, 1843 - Celsinotum Frey, 1991 - Chydorus Leach, 1816 - Dadaya Sars, 1901 - Disparalona Sars, 1862 - Dunhevedia King, 1853 - Ephemeroporus Frey, 1982 - Euryalona Sars, 1901 - Eurycercus Baird, 1843 - Graptolebris Sars, 1862 - Karualona Dumont & Silva-Briano, 2000 - Kurzia Dybowski & Grochowski, 1894 - Leberis Smirnov, 1989 - Leydigia Kurz, 187 - Miralona Sinev, 2004 | - - Monope Smirnov & Timms, 1983 - Monospilus Sars, 1862 - Notoalona Rajapaksa & Fernando, 1987 - Oxyurella Dybowski & Grochowski, 1894 - Paralona Šráhek-Hušek, 1962 - Picripleurocus Frey, 1993 - Phrixura P. E. Müller, 1867 - Planicirclus Frey, 1991 - Pleuroxus Baird, 1843 - Plurispina Frey, 1991 - Pseudochydorus Fryer, 1968 - Pseudomonospilus Smirnov, 2001 - Rak Smirnov & Timms, 1983 - Rhynchotalona Norman, 1903 - Spinalona Ciros-Perez & Elias-Gutierrez, 1997 - Tretocephala Frey, 1965 - Família Sayciidae Frey, 1967 - Saycia Sars, 1904 |

### Subordre Ctenopoda
- Família Sididae Baird, 1850
  - Diaphanosoma Fischer, 1850
  - Latona Straus, 1820
  - Latonopsis Sars, 1888
  - Penilia Dana, 1849
  - Pseudosida Herrick, 1884
  - Sarsilatona Korovchinsky, 1985
  - Sida Straus, 1820
- Família Holopedidae Sars, 1865
  - Holopedium Zaddach, 1855

### Subordre Onychopoda
- Família Polyphemidae Baird, 1845
  - Polyphemus Linnaeus, 1758

- Família Cercopagidae Mordukhai-Boltovskoi, 1966
  - Bythotrephes Leydig, 1860
  - Cercopagis Sars, 1897
- Família Podonidae Mordukhai-Boltovskoi, 1968
  - Caspievadne Behning, 1941
  - Cornigerius Mordukhai-Boltovskoi, 1967
  - Evadne Lovén, 1836
  - Pleopsis Dana, 1852
  - Podon Lilljeborg, 1853
  - Podonevadne Gibitz, 1922

### Subordre Haplopoda
- Família Leptodoridae Lilljeborg, 1861
  - Leptodora Lilljeborg, 1861